# Blue Skies (Jamiroquai)
Blue Skies è un brano musicale del gruppo  britannico Jamiroquai, estratto come secondo singolo dall'album Rock Dust Light Star. Il singolo è stato reso disponibile per il download digitale il 1º novembre 2010. Il brano è stato scritto dal frontman del gruppo, Jay Kay, e dal pianista Matt Johnson, ed è il secondo singolo dei Jamiroquai ad essere pubblicato dalla Mercury Records.
Il video musicale di Blue Skies è stato diffuso dal canale YouTube del gruppo il 25 settembre 2010. Il video che vede Jay Kay a bordo di una Harley Davidson rappresenta una sorta di sequel del precedente video del gruppo White Knuckle Ride.

## Tracce
Digital Download
1. Blue Skies - 4:02

Promotional CD Single
1. Blue Skies (Original Mix) - 3:52
2. Blue Skies (Linus Loves Remix) - 7:30
3. Blue Skies (Flux Pavilion Remix) - 5:46
4. Blue Skies (Fred Falke Remix) - 7:48
5. Blue Skies (Fred Falke Instrumental) - 7:40
6. Blue Skies (Fred Falke Radio Edit) - 4:08

## Classifiche
| Classifica (2010/2011) | Posizione massima |
| ---------------------- | ----------------- |
| Regno Unito            | 76                |